# Carolina, Puerto Rico
Carolina är en kommun i norra Puerto Rico, när staden San Juan. Tillsammans med San Juan, Bayamón, Guaynabo, Cataño, Toa Baja och Trujillo Alto bildar staden öns storstadsområde. 